# Elena Leonte
Elena Grölz, född Leonte 26 juli 1960 i Bacău, Rumänien, död 9 februari 2025, var en tysk-rumänsk före detta handbollsspelare och handbollstränare.
Elena Grölz började sin karriär i sin rumänska hemstad Bacău. I Rumänien vann hon rumänska mästarskapet fyra gånger och blev rumänsk cupvinnare tre gånger. Enligt uppgifter spelade hon för HCM Constanța men den klubben var för män och grundades 2002 så det är oklart vad hennes klubb hette. Hon spelade 136 landskamper för Rumänien. Vid B-VM 1985 i Tyskland hoppade hon av truppen och stannade i Tyskland.
Leonte spelade därefter för TV Lützellinden till 1990. Med laget blev hon tysk mästare tre gånger 1988, 1989 och 1990 och vinnare av tyska cupen två gånger 1989 och 1990. Hon spelade i världsmästerskapet i handboll för damer 1990 för Västtyskland. 1990 flyttade hon till den lokala rivalen TV Mainzlar, där hon avslutade sin spelarkarriär 1995. 1992 spelade hon i OS 1992 i Barcelona där Tyskland kom på fjärde plats. Hon spelade totalt 95 landskamper för Tyskland. Säsongen 2004/2005 var Elena Grölz assisterande tränare i TV Mainzlar. Därefter var hon huvudtränare för laget under en säsong. Elena Grölz är utbildad idrottslärare vid Liebigschule Gießen.

## Individuella meriter
- Skyttekung i Bundesliga 4 gånger 1991 (170/55), 1992 (233/81), 1993 (232/85) och 1995 (231/62)
- Årets handbollsspelare i Tyskland 1988, 1991 och 1992.